# Nakajima Ki-82
Nakajima Ki-82 (jap. 中島 キ82) – niezrealizowany projekt japońskiego szybkiego, dwusilnikowego bombowca przeznaczonego dla lotnictwa Cesarskiej Armii Japonii. Samolot miał powstać na bazie maszyny Nakajima Ki-49.

## Historia
Na początku 1941 roku Wydział Techniczny Głównego Biura ds Lotnictwa Armii (Rikugun Koku Honbu Gijutsu) przekazał wytwórni Nakajima wymagania techniczne na nowy dwusilnikowy ciężki bombowiec. Akcent położono na osiągnięcie możliwie dużej prędkości mającej ułatwić nowej konstrukcji ucieczkę przed maszynami myśliwskimi wroga. Zakładano, że samolot ma być zdolny do lotu z prędkością rzędu 550 km/h z ładunkiem bomb 750 kg. Promień działania miał wynosić 1500 km. Równolegle prace na podstawie tych samych założeń prowadziła wytwórnia Mitsubishi rozpoczynając projekt samolotu oznaczonego jako Ki-67 jednak w odróżnieniu od wytwórni Nakajima, która rozpoczęła prace projektowe w połowie 1942 roku, Mitsubishi swój projekt rozpoczęła jeszcze w 1939 roku. Bazując na konstrukcji Ki-49, konstruktorzy Nakajimy opracowali projekt samolotu o bardzo czystej linii aerodynamicznej. Nowe, mocniejsze, 18-cylindrowe silniki gwiazdowe Ha-45 miały zapewnić prędkość maksymalną rzędu 580 km/h. Pomimo teoretycznie większych osiągów Ki-82 w porównaniu z konkurencyjnym Ki-67 na uzbrojenie lotnictwa armii lądowej przyjęta została konstrukcja Mitsubishi. Zadecydowało o tym kilka czynników. Dzięki wcześniejszemu rozpoczęciu prac, jeszcze przed ogłoszeniem wymagań, Mitsubishi miało już gotowy prototyp w odróżnieniu od Nakajimy, której samolot pozostawał jeszcze na deskach kreślarskich. Ki-67 obok zadań czysto bombowych, mógł również pełnić w odróżnieniu od Ki-82 rolę bombowca nurkującego jak również będąc pierwszą tego typu maszyną lotnictwa Armii Lądowej, przystosowano go do wykonywania ataków z użyciem torped. W tej sytuacji Armia Lądowa wycofała się z zamówienia na trzy prototypowe egzemplarze Ki-82. Nakajima przedstawiła jeszcze dwa zmodyfikowane projekty. W pierwszym z nich, z marca 1944 roku, silniki Ha-45, które miały być użyte w prototypowych maszynach zastąpiono mocniejszymi jednostkami Ha-145 zapewniające maszynie teoretyczną prędkość rzędu 650 km/h. W kolejnym, jednostki Ha-145 zastąpiono jeszcze mocniejszymi silników Ha-211 I o mocy 2200 KM. Trwała już produkcja seryjna Ki-67. Samolot Mitsubishi okazał się być konstrukcją udaną i wszechstronną. Nie było zatem powodów aby kontynuować projekt mając już w linii samolot spełniający oczekiwania lotnictwa Armii Lądowej.